# مارال (فیلم)
مارال فیلمی به کارگردانی مهدی صباغ‌زاده و نویسندگی محمدهادی کریمی محصول سال ۱۳۷۹ است.

## خلاصه داستان
رضوان که فردی مذهبی و با ایمان است، سعی دارد با انجام کار خیر و ثواب گناهان خود را پاک کند. در پی این ماجرا او به همسرش حاج ابراهیم پیشنهاد می‌کند که با عقد کوتاه مدت یکی از زنان زلزله زده او را از بدبختی دور کند، اما دست بر قضا زنی که معرفی می‌شود دختر جوانی ست به نام مارال. چیزی نمی‌گذرد که روابط رضوان و مارال تیره می‌شود و رضوان کاری می‌کند تا حاج ابراهیم مارال را از خود دور می‌کند. مارال از دوست رضوان (فائقه) کمک می‌گیرد. در این بین پسر فائقه به مارال علاقه‌مند می‌شود و با هم ازدواج می‌کنند و رضوان از کردهٔ خود پشیمان می‌شود.

## بازیگران
- مجید حاجی زاده
- نادیا دلدارگلچین
- حدیث فولادوند
- ثریا قاسمی
- فرامرز صدیقی
- معزز بنی دخت
- فریده صابری